# Judici d'Eichmann
Aquest és un article sobre el judici a Adolf Eichmann. El 1960, el principal perpetrador de l'Holocaust Adolf Eichmann va ser segrestat a l'Argentina i portat a Israel per ser jutjat. El seu judici, que va començar l'11 d'abril de 1961, va ser televisat i emès internacionalment, amb la intenció d'educar sobre els crims comesos contra els jueus, que havien estat secundaris als procés de Nuremberg. El fiscal Gideon Hausner també va intentar desafiar la representació dels funcionaris jueus que havien sorgit en els judicis anteriors, mostrant-los, en el pitjor dels casos, com a víctimes obligades a dur a terme els decrets nazis alhora que minimitzava la "zona grisa" del comportament moralment qüestionable. Hausner va escriure més tard que els documents d'arxiu disponibles "haurien estat suficients per condemnar Eichmann deu vegades"; no obstant això, va citar més de 100 testimonis, la majoria d'ells que no havien conegut mai l'acusat, amb finalitats didàctiques. L'advocat defensor Robert Servatius va rebutjar les ofertes de dotze supervivents que va acceptar declarar per la defensa, exposant el que consideraven un comportament immoral per part d'altres jueus. La filòsofa política Hannah Arendt va informar sobre el judici al seu llibre Eichmann in Jerusalem: A Report on the Banality of Evil.

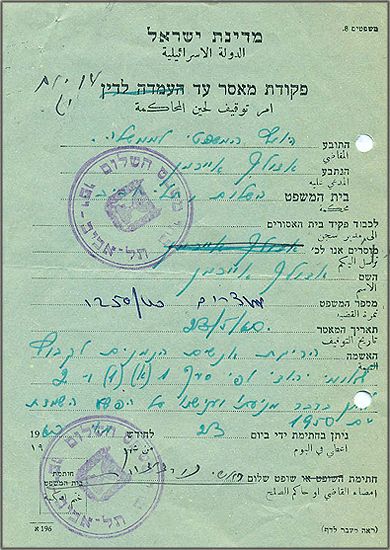
Ordre de detenció d'Eichmann, 23 de maig de 1960

Eichmann va ser acusat de quinze càrrecs per violar la llei. El seu judici va començar l'11 d'abril de 1961 i va ser presidit per tres jutges: Moshe Landau, Benjamin Halevy i Yitzhak Raveh. Condemnat pels quinze càrrecs, Eichmann va ser condemnat a mort. Va apel·lar a la Cort Suprema, que va confirmar les condemnes i la sentència. El president Yitzhak Ben-Zvi va rebutjar la petició d'Eichmann de commutar la sentència. En l'única execució judicial d'Israel fins ara, Eichmann va ser penjat el 31 de maig de 1962 a la presó de Ramla.

## Detenció i trasllat d'Eichmann

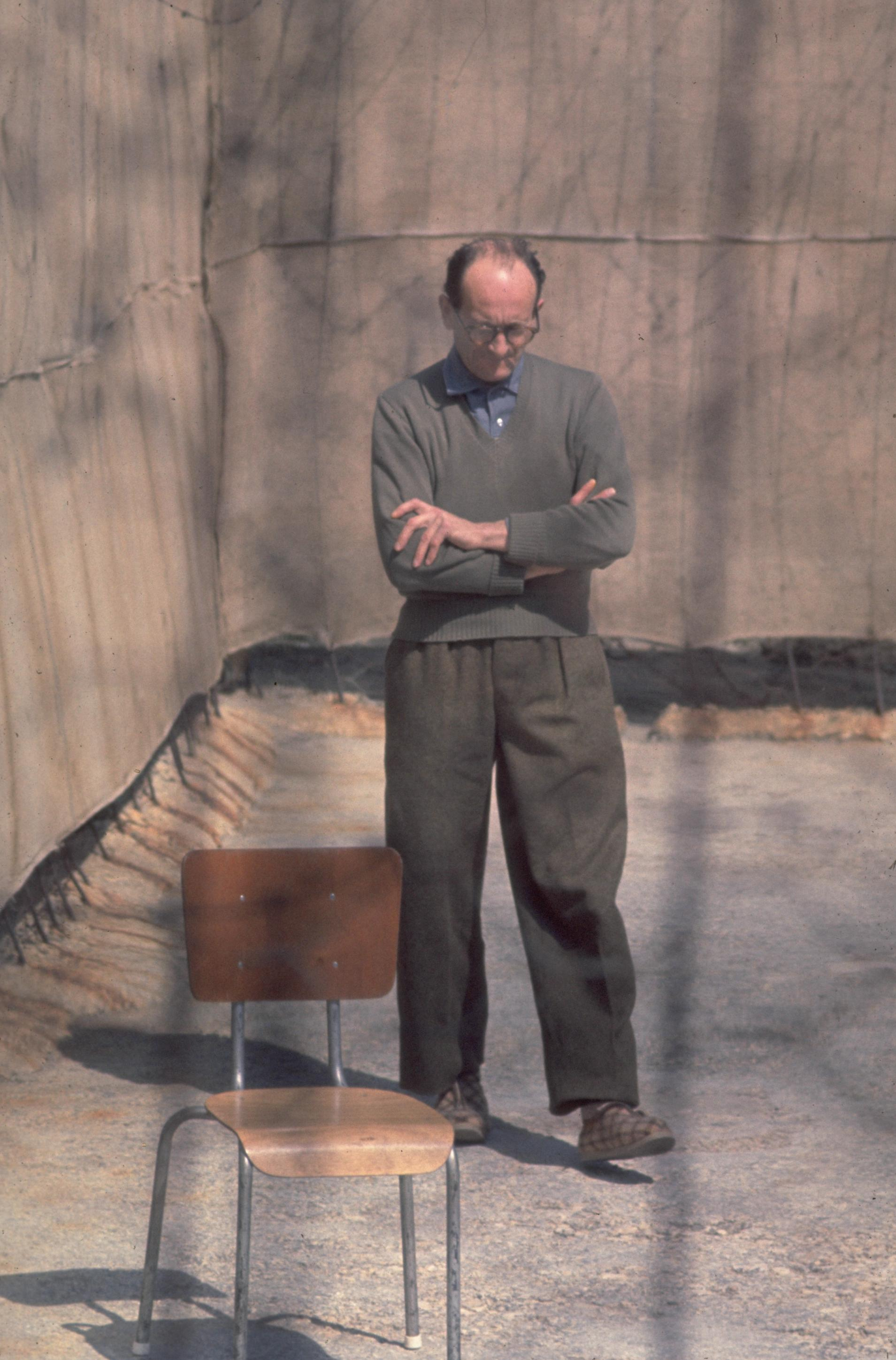
Eichmann al pati de la Presó de Ramla el 1961

De 1933 a 1945, els jueus a Europa es van enfrontar a una persecució sistemàtica i un genocidi a mans de l'Alemanya nazi i els seus col·laboradors, coneguts com l'Holocaust. Entre 1941 i 1945, aquesta persecució va augmentar com a part de la Solució Final, un pla per assassinar tots els jueus d'Europa, que va donar lloc a la mort d'uns sis milions de jueus.
Adolf Eichmann (1906–1962) va administrar la Solució final. Va fugir a l'Argentina al final de la Segona Guerra Mundial per l'anomenada "ratline", on va viure amb documents falsos sota els noms d'Otto Henninger i Ricardo Clement. L'11 de maig de 1960 va ser detingut per agents israelians del Mossad a Buenos Aires i, com que l'acord d'extradició entre Israel i Argentina encara no s'havia ratificat i es temia la fugida d'Eichmann, el 22 de maig de 1960 fou traslladat a Israel. El 23 maig de 1960, el jutge del districte de Haifa va emetre l'ordre de detenció contra Eichmann. Avner Werner Less va ser l'encarregat de gestionar els interrogatoris. Eichmann fou confinat a una comissaria de policia fortificada a Yagur al nord d'Israel durant nou mesos abans del seu judici.
El segrest d'Eichmann va fer valorar les intrigues diplomàtiques: en la resolució 138 de 23 de juny de 1960, el Consell de Seguretat de les Nacions Unides va condemnar les accions d'Israel com una violació de la sobirania de l'Argentina i en va demanar reparació, però alhora va reconèixer en principi l'acusació d'Eichmann pels crims que se li acusava. L'aleshores ministre d'Afers Exteriors israelià Golda Meïr havia justificat la naturalesa excepcional de la violació del dret internacional amb els crims històricament sense precedents d'Eichmann i l'interès especial en el processament. El 3 d'agost de 1960, l'Argentina i Israel van declarar per unanimitat l'assumpte resolt.
El govern no estava interessat a extradir Eichmann al poder judicial alemany. Una petició del fiscal de Hesse Fritz Bauer no va prosperar, ni tampoc la petició del mateix Eichmann: extraoficialment, un grup de treball interministerial va acordar amb el govern israelià els interessos d'ambdues parts pel que fa a l'acusació i desenvolupament del cas. L'1 de febrer de 1961, l'acusat, de 54 anys, va rebre l'acta d'acusació, mentre que la defensa va rebre còpies de l'informe de l'interrogatori policial de més de 3.000 pàgines per un total de 1.600 documents: la majoria eren expedients confiscats a l'aleshores Ministeri d'Afers Exteriors al final de la Segona Guerra Mundial, i que ja havien estat utilitzats per la fiscalia en els judicis de Nuremberg contra els principals criminals de guerra.
El 12 de febrer de 1961, la defensa es va abstenir de dur a terme diligències preliminars, de manera que l'oficina del fiscal general Gideon Hausner va acusar Adolf Eichmann al Tribunal de districte de Jerusalem el 21 de febrer de 1961 (Fiscal General del Govern d'Israel contra Eichmann, Causa Penal núm. 40/61). Durant la investigació, diversos perjudicats van demanar ser admesos per comparèixer com a part civil per reclamar una indemnització. Després que va sorgir la preocupació per la seva admissió, les parts perjudicades van presentar demandes d'indemnització als tribunals civils de Haifa i Jerusalem, però els tribunals les van rebutjar en absència per manca de motius suficients per la sol·licitud.

## Base jurídica del procés
L'acusació i la condemna d'Eichmann es basaven en la llei sobre el càstig als nazis i ajudants nazis presentada pel ministre de Justícia Pinchas Rosen, aprovada per la Knesset l'1 d'agost de 1950 i publicada el 9 d'agost de 1950, que es va basar en l'Estatut de Londres de 1945, que va permetre dur a terme els judicis de Nuremberg. També es referia al Codi Penal israelià, l'"Ordenança del Codi Penal" (CCO) de 1936.
Ja a l'inici del judici, però també durant el procés d'apel·lació, l'advocat d'Eichmann va plantejar objeccions que van dificultar el judici. La llei de 1950 no podia, a causa d'una violació de la llei penal contra la retroactivitat, donar jurisdicció a un tribunal israelià per condemnar crims comesos abans de la constitució d'Israel i fora del seu territori. Les acusacions contra Eichmann també són "actes d'estat", és a dir, actes sobirans del Reich alemany que no estan subjectes a la jurisdicció d'un estat estranger segons el dret internacional i pels quals Eichmann no pot ser processat personalment davant un tribunal estranger. L'advocat defensor es va queixar que el govern israelià havia segrestat Eichmann a Israel sense el consentiment de l'Argentina i dubtava que els jutges jueus poguessin mostrar-li la imparcialitat necessària. El tribunal va rebutjar aquestes objeccions en ambdós casos i va invocar l'anomenat principi de dret universal: sobre la base d'això, les greus violacions dels drets humans com el genocidi també poden ser sancionades per un tribunal fora de l'àmbit geogràfic efectiu del delicte, com en aquest cas l'Estat d'Israel.
Després que els aliats van dur a terme els judicis de Nuremberg sobre aquesta base, ara corresponia a Israel dirigir el judici d'un dels principals criminals del nacionalsocialisme. Una prohibició general de retroactivitat no està reconeguda pel dret internacional. Els presumptes crims d'Eichmann van consistir en una violació tan greu dels principis universals de la humanitat que no hauria pogut suposar que quedarien impunes. Així mateix, els crims de lesa humanitat, com a presumptes actes de sobirania, no poden reclamar la protecció de la sobirania estatal i, per tant, la pròpia impunitat.
El fet que Eichmann hagués estat transportat des de l'Argentina a Israel sense la seva voluntat no va ser obstacle per al processament. Segons el dictamen legal aleshores aplicable, un acusat no podia invocar el fet d'haver estat segrestat d'un país on havia residit a un altre país que el volia processar com a vulneració del seu dret subjectiu. Més aviat, aquesta acció va ser vista únicament com una violació de la sobirania del país on es trobava l'home detingut. Només aquest últim va poder intervenir al país on havia estat segrestat el detingut. I així ho havia fet l'Argentina apel·lant al Consell de Seguretat de les Nacions Unides i la posterior solució amistosa de la controvèrsia amb Israel.
El principi de dret internacional male captus bene detentus (capturat injustament, empresonat justament) era reconegut internacionalment en aquell moment, però ara està sent qüestionat.

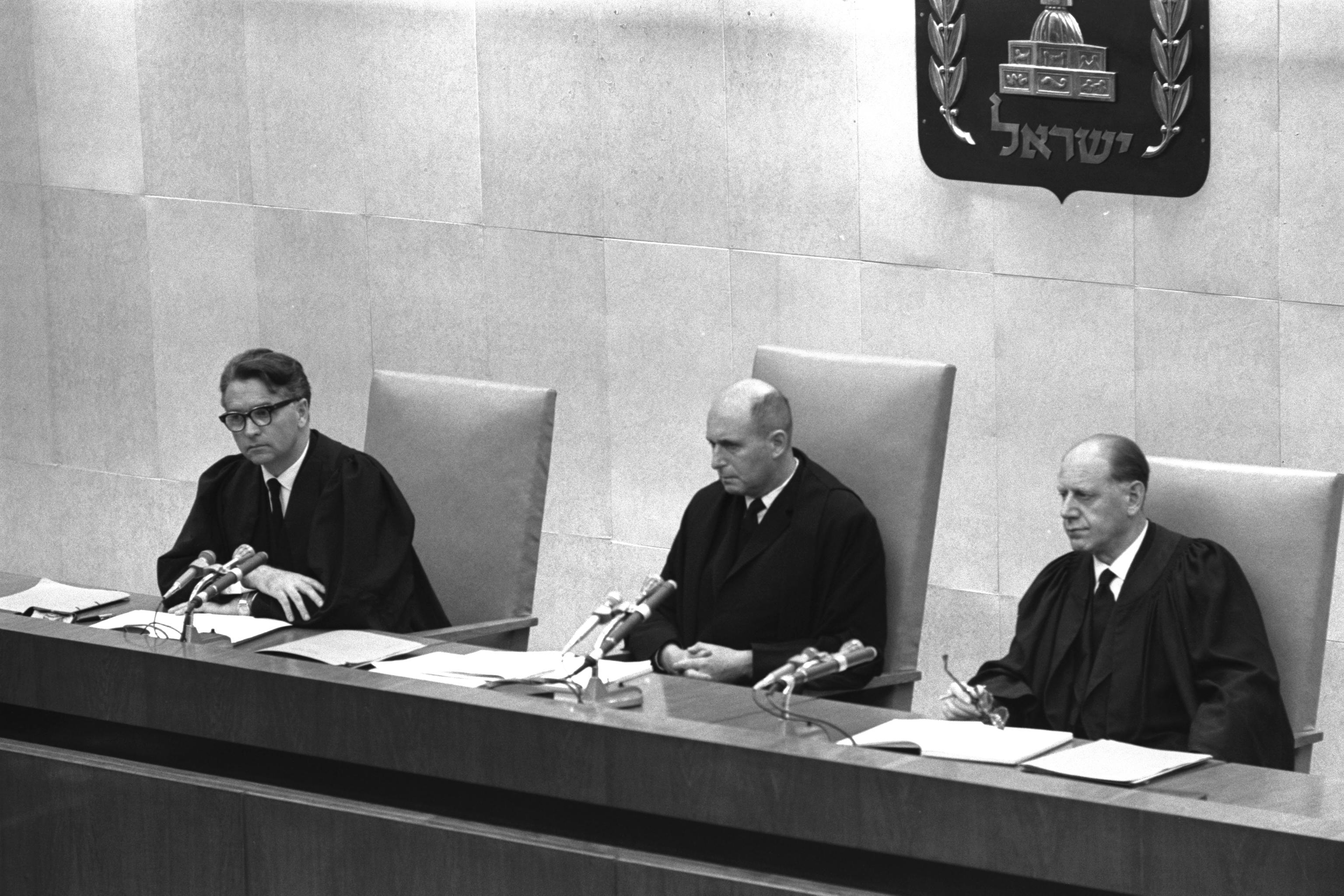
Els jutges del judici. D'esquerra a dreta: Benjamin Halevi, Moshe Landau i Yitzhak Raveh

## Judici
El judici d'Adolf Eichmann es va celebrar de l'11 d'abril al 15 d'agost de 1961 al Beit Ha'am, un teatre comunitari reelaborat temporalment per servir com a sala de tribunals capaç d'acollir 750 espectadors.

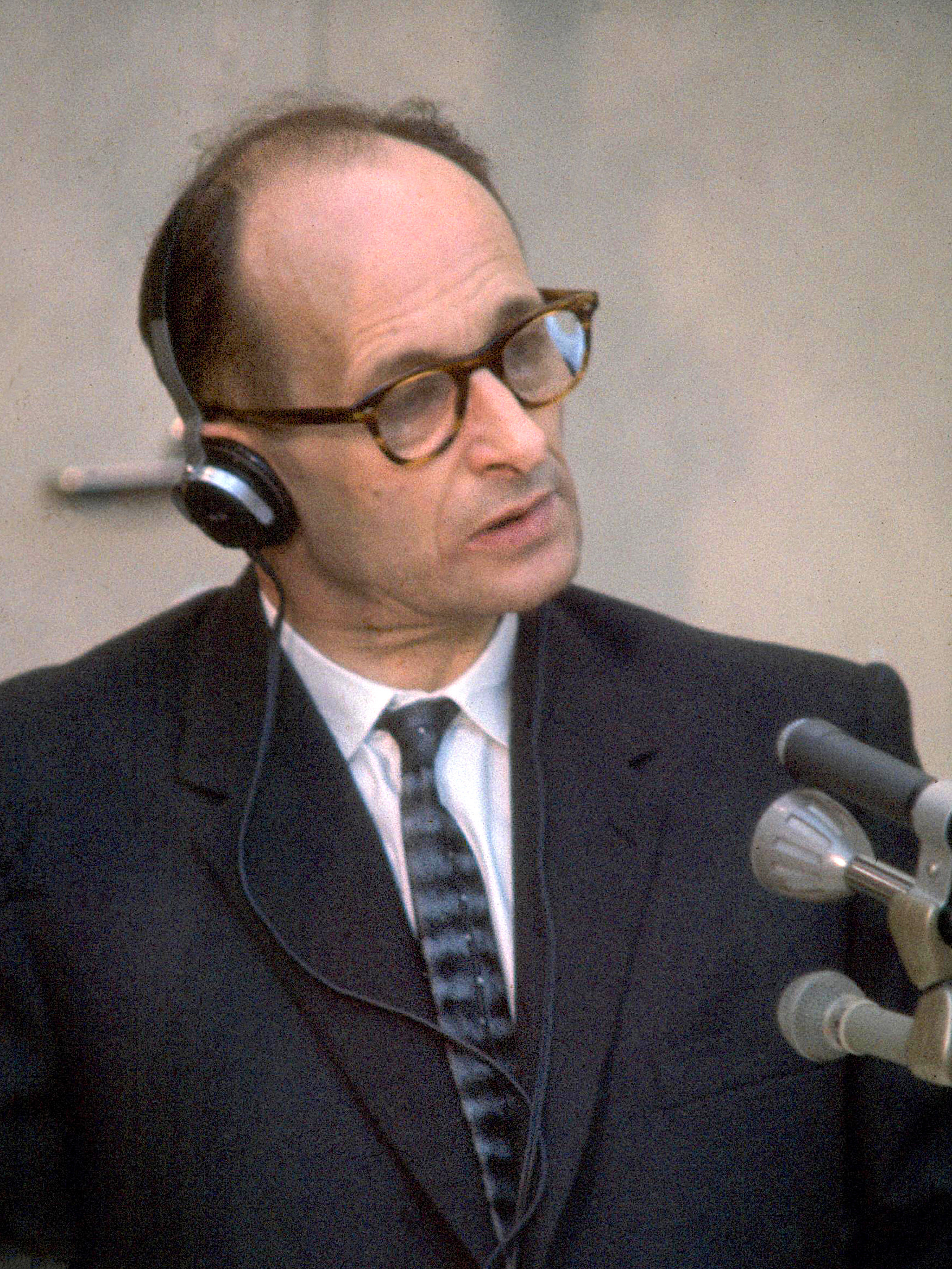
Eichmann al judici

### Càrrecs
Els càrrecs 1-4 eren per crims contra el poble jueu:
1. Matar jueus, mitjançant la deportació sistemàtica de milions de jueus a camps d'extermini a partir de l'agost de 1941[19]
2. Situar jueus en condicions de vida calculades per provocar la seva destrucció física, empresonant-los en camps de concentració i extermini[19]
3. Provocar danys corporals o mentals greus als jueus[19]
4. Prevenció de naixements contra jueus, amb una ordre d'avortament forçat al ghetto de Theresienstadt[19]

Els càrrecs del 5 al 7 corresponen a crims contra la humanitat contra jueus:
1. Emigració forçada de jueus de març de 1938 a octubre de 1941, deportació de jueus l'octubre de 1939 durant el Pla Nisko i el seu paper en la Solució Final[20]
2. Perseguir jueus per motius nacionals, religiosos o polítics[20]
3. El saqueig sistemàtic de la propietat de milions de jueus. El robatori de béns no estava enumerat a la llei com a crim de lesa humanitat (es va comptar com a crim de guerra), però la fiscalia va argumentar que s'ajustava als criteris de "qualsevol altre acte inhumà comès contra qualsevol població civil" tal com estipula la llei. Com que Eichmann va fundar l'Oficina Central per a l'Emigració Jueva, que va confiscar la propietat dels jueus deportats, i el tribunal va determinar que l'objectiu d'aquesta confiscació era en part infundir terror i facilitar la deportació i l'assassinat dels jueus, el va trobar culpable d'aquest càrrec.[21]

El càrrec 8 era per crims de guerra, basat en el paper d'Eichmann en la persecució sistemàtica i l'assassinat de jueus durant la Segona Guerra Mundial.
Els càrrecs 9-12 eren relacionats amb crims contra la humanitat contra no jueus:
1. Deportacions massives de civils polonesos[23]
2. Deportacions massives de civils eslovens[23]
3. Participació en el genocidi gitano per la deportació forçada sistemàtica del poble romaní. Tot i que el tribunal no va trobar proves que Eichmann sabés que les víctimes romaní eren enviades a camps d'extermini, no obstant això, el va declarar culpable per aquest càrrec.[24]
4. Participació a la matança de Lidice; va ser declarat culpable de la deportació de part de la població de Lidice, però no de la massacre en si.[24]

Els càrrecs 13–15 acusaven Eichmann de pertinença a organitzacions enemigues, respectivament la Schutzstaffeln der NSDAP (SS), la Sicherheitsdienst der Reichfuehrers SS (SD) i Geheime Staatspolizei (Gestapo). Va ser declarat culpable dels tres càrrecs perquè no sols es va demostrar que era membre d'aquestes organitzacions, sinó que va cometre delictes com a part del seu paper, és a dir, els comentats anteriorment.

### Defensa

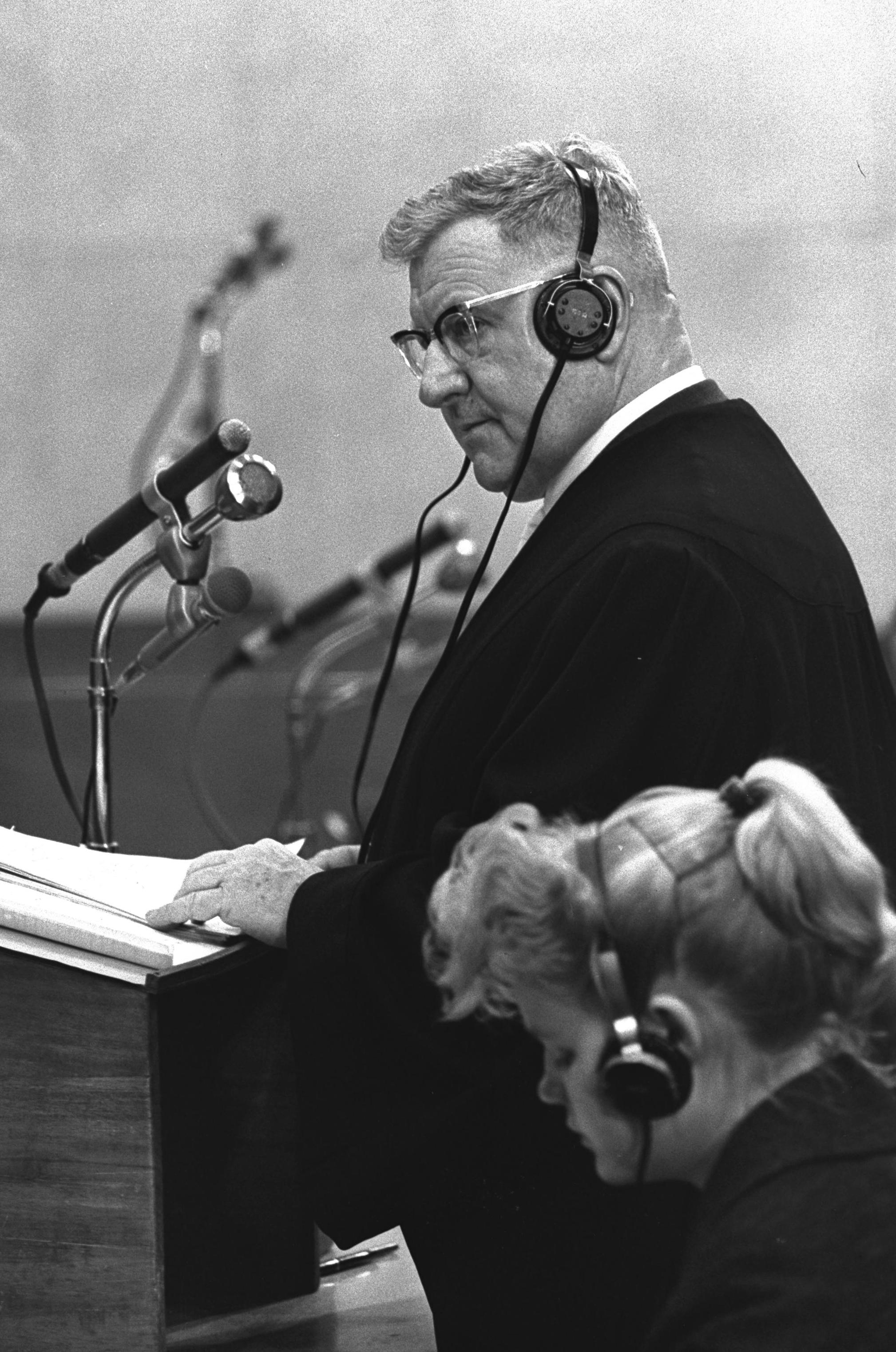
Robert Servatius, advocat d'Eichmann

L'advocat de Colònia Robert Servatius, que havia defensat diversos acusats als judicis de Nuremberg, va assumir la defensa a partir del juny de 1960 a petició dels familiars d'Eichmann i amb l'assistència de l'Oficina Central de Protecció Jurídica del Ministeri d'Afers Estrangers. Va ser assistit pel jove advocat de Múnic Dieter Wechtenbruch. En el moment del judici es va aprovar una llei que permetia als advocats estrangers accedir a un tribunal israelià, ja que segons el dret processal només un ciutadà israelià pot representar un acusat en un tribunal d'Israel. Tot i que els advocats israelians es van oferir a defensar Eichmann en interès de l'estat de dret, aquesta opció es va denegar per dos motius: d'una banda, un advocat defensor israelià correria el risc de tornar-lo contra el públic israelià, mentre que d'altra banda, hauria alimentat la sospita que la defensa en aquest cas no podria estar prou completa.
Servatius va rebre una taxa de 20.000 dòlars EUA del Ministeri de Justícia d'Israel, més honoraris de la família Eichmann, i va rebre ingressos per la publicació de les seves memòries a la tardor de 1961.

### Procés i judici

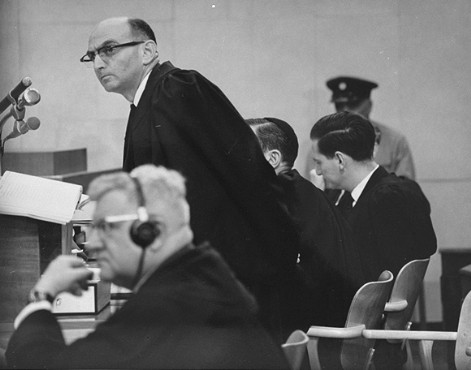
El fiscal general israelià Gideon Hausner (dempeus, mirant a Eichmann) i l'advocat defensor alemany Robert Servatius (front esquerra) durant el contrainterrogatori.

El procés principal del judici contra Adolf Eichmann va començar l'11 d'abril de 1961 a la Cambra del Poble. El president era Moshe Landau, els consellers eren Benjamin Halevi i Yitzhak Raveh, el jurat no era present. Per documentar el procés, la productora estatunidenca Capital Cities Broadcasting Corporation va rebre l'autorització exclusiva per al rodatge a la sala del jutjat.

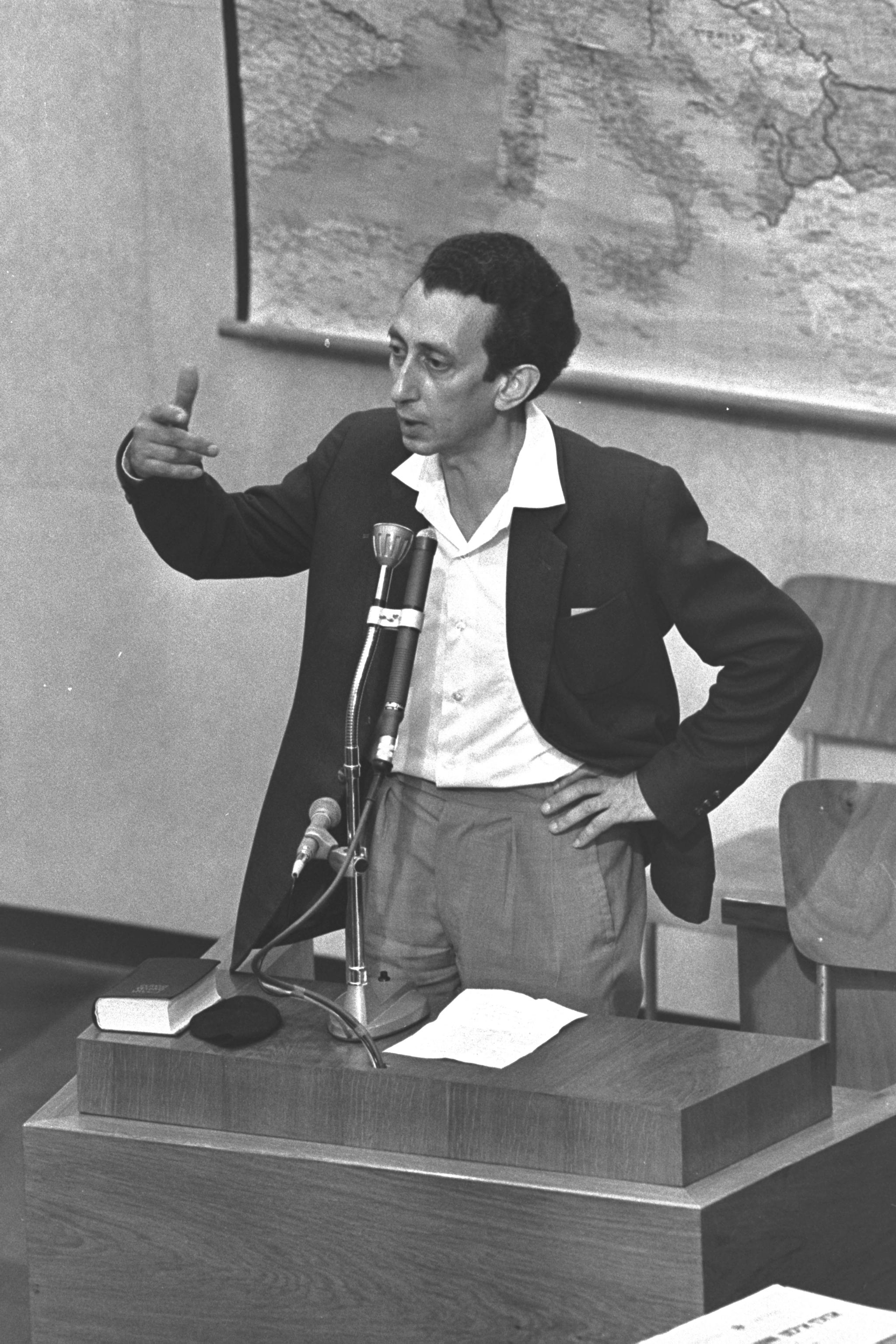
Declaració d'Abba Jovner

L'únic dibuixant autoritzat per la cort va ser Miron Sima, les pintures i dibuixos del qual van guanyar fama mundial en aquest procés.

Declaració de Greenspan al judici

Les proves eren al voltant de 100 testimonis, la majoria d'ells supervivents de l'Holocaust. Entre ells hi havia, per exemple, el pare de Herschel Grynszpan, representants de l'antiga Associació de Jueus del Reich a Alemanya i membres de la resistència armada jueva com el líder partisà Abba Kovner o Jitzhak Zuckerman, que estaven implicats en l'aixecament del Gueto de Varsòvia. Es van llegir diverses declaracions jurades per la defensa, com les de Erich von dem Bach-Zelewski, Richard Baer, Kurt Becher, Theodor Horst Grell, Wilhelm Höttl, Walter Huppenkothen, Hans Jüttner, Herbert Kappler, Hermann Krumey, Max Merten, Franz Novak, Franz Alfred Six, Alfred Slawik, Eberhard von Thadden, Edmund Veesenmayer i Otto Winkelmann. Aquests testimonis no es van presentar en persona perquè temien ser processats a Israel com el mateix Eichmann, també es va escoltar l'expert Gustave M. Gilbert.
El comanador de lleis racials de Nuremberg i cap de la Cancelleria Federal, Hans Globke, que va dirigir el judici Globke davant el Tribunal Suprem de la RDA el 1963, no va ser cridat com a testimoni. Ni l'exili d'Eichmann a l'Argentina després de 1945, ni la cooperació entre els grups alemanys i els nazis o els grups SS i Gestapo, que encara ocupaven posicions importants a la República Federal d'Alemanya van ser objecte d'obtenció de proves.
El mateix Eichmann es va defensar una vegada i una altra al llarg de tot el judici amb el motiu que només havia actuat per ordres, segons l'anomenat principi Führer i, per tant, no era culpable en el sentit legal. A més, mai ha estat directament implicat en l'assassinat o la deportació de persones, sinó que simplement va donar ordres com un "engranatge del sistema".
En una gravació prèvia al seu segrest des de l'Argentina, però, s'expressava de manera molt diferent als vells nazis: "No em penedeixo. […] No me n'avergonyeixo". Lamentava no haver enviat 11 o 12 milions de jueus als camps d'extermini. Per tant, va sentir un fracàs del sistema nacionalsocialista. Els documents fonogràfics i transcripcions de les entrevistes realitzades per Willem Sassen amb Eichmann a l'Argentina no han estat totalment acceptats com a prova documental de l'acusació, en el transcurs del contrainterrogatorio, Eichmann, però, va poder refutar els extractes que ell mateix havia elaborat, incloent-los en el judici com a part del seu testimoni.
Protegit per una caixa de vidre antibales, l'acusat finalment va admetre que l'assassinat dels jueus era un dels crims més greus de la història de la humanitat, del qual no n'era de cap manera responsable. En les seves conclusions, va destacar que només va actuar per ordres. Si se li hagués demanat que cometrés un assassinat, l'única manera d'haver pogut eludir aquesta ordre era suïcidant-se.
En la seva petició, Robert Servatius va sol·licitar l'arxiu del procediment i l'aixecament de la causa d'Eichmann, ja que els actes impugnats a Eichmann ja havien estat prescrits per la llei argentina, d'on Eichmann havia estat segrestat a Israel. El 14 d'agost de 1961, el tribunal es va ajornar, anunciant que no pronunciaria el seu veredicte abans de novembre de 1961. La seva lectura va començar l'11 de desembre de 1961 i va acabar el 15 de desembre de 1961, al 121è dia del judici, amb l'execució de la pena de mort.
Segons els resultats de les proves, sobretot pel que fa al testimoni d'antics empleats d'Eichmann com Dieter Wisliceny o Josef Lionheart per al judici completat amb declaració escrita Eichmann es va convertir en el paper principal en la planificació, organització, implementació i seguiment de l'Holocaust, no sols durant la deportació i assassinat dels jueus hongaresos el 1944 per part del Comandament Especial Eichmann. Això també es desprèn d'un gran nombre de documents rebuts, com ara actes de reunió, correspondència oficial, ordres d'expulsió signades per Eichmann o estadístiques de transport ordenades per Eichmann (informe Korherr), amb les quals va ser interrogat pel fiscal general Hausner. A més, Eichmann va ser fortament incriminat per les declaracions de Hermann Göring, Ernst Kaltenbrunner, Hans Frank i Joachim von Ribbentrop als judicis de Nuremberg contra els principals criminals de guerra. Més tard, Eichmann, com a confident proper de Heinrich Himmler i Reinhard Heydrich, va ser el motor de la Solució final de la qüestió jueva, que va voler abordar "el més aviat possible".
A Eichmann se li atribueix l'assassinat massiu amb gas verinós (Zyklon B) als camps d'extermini. El juny de 1942, el seu adjunt, Rolf Günther, va confiar a Kurt Gerstein el subministrament de 100 kg de cianur d'hidrogen. El fet que això fos destinat a matar persones estava subjecte al més alt nivell de secret de l'època com a qüestió secreta imperial.
La condemna i la sentència es van basar tant en l'antijudaisme d'Eichmann com en les seves funcions i poders reals com a cap de la unitat per als "afers jueus" a la Oficina principal de seguretat del Reich, que va més enllà del seu rang com a oficial com a tinent coronel, i per als plans oficials de distribució. No podia sostenir haver actuat per ordres superiors, atès que no sentia un conflicte de consciència en convèncer el tribunal, a més no sols es feia càrrec de les ordres que li havien estat donades i les complia sempre per íntima convicció, però la seva figura també havia assumit autoritat.
Després que Eichmann i el seu advocat van presentar la revisió davant la Cort Suprema d'Israel el 17 de desembre ("Adolf Eichmann contra el Fiscal General", Apel·lació penal núm. 336/61), la sentència dels jutges, presidits pel llavors president Yitzchak Olshan es va confirmar després de sis sessions.
També el 29 de maig, Eichmann va enviar una petició de clemència al president israelià Yitshaq ben Tseví, en la qual va reiterar que s'havia de traçar una línia "entre líders responsables i persones que, com jo, només havien de ser instruments dels líders. Jo no era un líder responsable i, per tant, no tinc sentiment de culpa". A més, l'advocat defensor d'Eichmann, Robert Servatius, la seva dona Vera, i els seus germans Robert, Emil Rudolf, Otto i Friedrich Eichmann i Irmgard Müllner, també va demanar a l'erudit religiós jueu Martin Buber que no s'executés la condemna a mort. No obstant això, Ben Tseví va rebutjar totes les peticions de clemència. La nit de l'1 de juny de 1962, Eichmann va ser penjat.
A més de John Demjanjuk, Adolf Eichmann va ser l'únic nacionalsocialista mai portat a la justícia a Israel i l'únic acusat mai condemnat a mort i executat pel poder judicial israelià. La llei israeliana no preveu la pena de mort per a crims diferents dels crims contra el poble jueu, crims contra la humanitat i crims de guerra. El cos d'Eichmann va ser incinerat, i les cendres van ser dispersades fora de les aigües territorials israelianes al Mediterrani per evitar que la seva tomba es convertís en un monument.

## Efecte en l'opinió pública

### A Alemanya i a l'estranger
El judici contra Eichmann va atreure l'atenció internacional i fou seguit amb gran interès pels mitjans de comunicació d'arreu del món, especialment a Alemanya i a Israel, ja que per primera vegada va conscienciar la ciutadania sobre els assassinats planificats de jueus europeus. Segons el productor de cinema Milton Fruchtman, fins a un 80% dels possibles espectadors de 38 països van seguir el judici en aquell moment. Encara que la seva greu culpabilitat era indiscutible, el discret Adolf Eichmann no era l'adequat per explicar l'assassinat dels 6 milions de jueus. Des del primer judici d'Auschwitz, de 1963 a 1965, s'ha utilitzat el terme autor d'escriptori per a això.
Posteriorment, en el procés d'Auschwitz i en els processos de Majdanek a Alemanya, es van acusar els antics equips de guàrdia dels camps d'extermini d'Auschwitz i Majdanek. El passat nazi també es va convertir en un tema a les classes escolars alemanyes i israelianes i es va iniciar una intensa investigació científica. El judici Eichmann i procediments similars pretenen recordar-nos l'assassinat sistemàtic en massa fins ara contrarestar la repressió i la negació de l'Holocaust.
Les diferències d'opinió a la premsa internacional i israeliana van ser provocades pel fet que el judici va tenir lloc en un teatre reconvertit, el Beit Ha'am, i per la seva insòlita posada en escena, per exemple col·locant Eichmann en una caixa de vidre i les càmeres amagades darrere les cortines que, al contrari del que era habitual fins aleshores, permeten al públic seguir els actes en directe a la sala. La selecció editorial de les escenes emeses internacionalment també la va dur a terme una única companyia cinematogràfica estatunidenca, la Capital Cities Broadcasting Corporation .
Les imatges i els enregistraments sonors del judici Eichmann s'han convertit en icones de l'Holocaust. Molts documentals van fer ús dels zooms, fragments i perspectives escollits per l'equip de filmació de l'època. El judici d'Eichmann, les seves cites i imatges van marcar un punt d'inflexió en la visió del passat d¡Alemanya occidental. Va provocar un renovat interès i la fi de la repressió que fins aquell moment havia imperat a Alemanya Occidental en relació amb l'extermini dels jueus.
La sentència del Tribunal Suprem d'Israel va ser pionera en el desenvolupament del dret penal internacional a causa de la seva justificació legal detallada. A la majoria dels estats membres de les Nacions Unides, els tribunals nacionals són ara competents per processar el genocidi, els crims de guerra, els crims contra la humanitat i la tortura, fins i tot si l'acte va ser comès per nacionals estrangers a l'estranger. Els tribunals nacionals gestionen molts més casos que el Tribunal Penal Internacional a La Haia. Molt pocs procediments nacionals, però, donen lloc a una condemna. Un exemple són els processos penals contra l'antic dictador xilè Augusto Pinochet.

### Hannah Arendt
AL seu llibre Eichmann a Jerusalem, la politòloga jueva Hannah Arendt informa sobre el judici contra Eichmann.
La seva publicació l'any 1963 va ser més coneguda per les seves valoracions sobre el mateix Eichmann, a qui descriu, encara que com el "gran criminal del seu temps", com un "ximple". Va encunyar el terme "banalitat del mal", que el seu llibre també porta com a subtítol. La concepció errònia més gran del llibre és que la interpretació rau en Arendt, que veu en Eichmann simplement com un receptor de comandes. Arendt descriu Eichmann com una persona activa, com algú que va dur a terme l'extermini dels jueus europeus amb gran zel i enginy. Va organitzar i dur a terme, impulsat per la seva "ideologia de l'objectivitat", sempre seguint la suposada "llei del Führer". En aquest sentit, és com si la majoria dels nacionalsocialistes fossin persones completament normals, i molts lectors han tret la conclusió que cada persona està preparada per aquestes atrocitats en situacions adequades, cosa que Arendt ha negat. El fiscal adjunt Gabriel Bach acusa Arendt de tergiversar els fets del judici. Va ignorar el fet que "Eichmann va trair l'ordre de Hitler de matar encara més jueus".
Les seves publicacions van ser rebutjades no sols al món jueu. El cicle de llibres i conferències de 1965 sobre el mal encara formen part del debat internacional sobre el judici.